# Dødssejleren (film fra 1915)
 For alternative betydninger, se Dødssejleren. (Se også artikler, som begynder med Dødssejleren)
Dødssejleren er en dansk stumfilm fra 1915 med ukendt instruktør.

## Handling
Denne artikel mangler et handlingsreferat. Hjælp os med at skrive det.

## Medvirkende
- Emil Helsengreen - John Grimwell, skibsreder
- Knud Rassow - Arthur Weldon, styrmand
- Emma Wiehe - Fru Bedford
- Oda Rostrup - Alice, fru Bedfords datter
- August Wehmer - Robert, Alices bror
- Einar Zangenberg - Kaptajn